# Hemierianthus assiniensis
Hemierianthus assiniensis är en insektsart som först beskrevs av Bolívar, C. 1930.  Hemierianthus assiniensis ingår i släktet Hemierianthus och familjen Chorotypidae. Inga underarter finns listade i Catalogue of Life.